# Summit megye (Utah)
Summit megye az Amerikai Egyesült Államokban, azon belül Utah államban található. Megyeszékhelye Coalville, legnagyobb városa Park City. Lakosainak száma 42 357 fő (2020. április 1.). Summit megye Rich, Morgan, Salt Lake, Wasatch, Duchesne, Daggett, Sweetwater és Uinta megyékkel határos.

## Népesség
A megye népességének változása:
| Lakosok száma | 36 483 | 37 447 | 37 904 | 38 486 | 39 633 | 42 357 |
|               | 2010   | 2011   | 2012   | 2013   | 2015   | 2020   |